# Euzelotica acrosperma
Euzelotica acrosperma är en fjärilsart som beskrevs av Diakonoff 1954. Euzelotica acrosperma ingår i släktet Euzelotica och familjen praktmalar, Oecophoridae. Inga underarter finns listade i Catalogue of Life.